# 添いカノ〜ぎゅっと抱きしめて〜
『添いカノ〜ぎゅっと抱きしめて〜』は、戯画より2018年1月26日に発売された18禁恋愛アドベンチャーゲーム。
2019年2月21日にエンターグラムよりPlayStation 4、PlayStation Vita、Nintendo Switch版が発売された。

## ストーリー
寝不足の主人公は屋上の温室で昼寝した後、熊倉 夜明に出会う。

## 登場人物
※担当声優はPC・アダルトアニメ版 / CS版の順。
小鳥谷 航平（こずや こうへい）
本作の主人公。不眠気味。
熊倉 夜明（くまくら よあけ）
声 - 夏和小 / 藤田茜
主人公のクラスメイトで不器用な天然娘。
花塚 藍果（はなつか あいか）
声 - 御子柴こより / 桜咲千依
主人公の従妹で主人公と同じ学園に通う。
片桐 つばめ（かたぎり つばめ）
声 - 歩サラ / 岡本理絵
前期生徒会長で世話を焼きの上級生。
千雪 灯子（ちゆき とうこ）
声 - 橘まお / 中村麻未
保健室を仮眠所にする同級生で美術部員。
船生 紫子（ふにゅう ゆかりこ）
声 - 鈴田美夜子 / 若林直美
生真面目な生徒会長。
船生 菜々子（ふにゅう ななこ）
声 - 叶みゆき / 村田綾野
保健室の先生。
小鳥谷 凛空（こずや りく）
声 - 立花沙羅 / 水崎さくら
しっかり者の妹。